# Довжина (фонетика)
Довжина звука — у фонетиці характеристика тривалості звука, що відрізняє його від інших звуків. У Міжнародному фонетичному алфавіті довжина звуку позначається діакритичними знаками ⟨ː⟩ (два малі протиставлені трикутники). Існують довгі голосні звуки і довгі приголосні звуки. Багато мов не розрізняють довготи звуків. В українській довгі голосні відсутні; довгі приголосні передають, зазвичай, подвоєнням літер, що позначають приголосний звук. Наприклад, багаття /bɑɦˈɑtʲːɑ/, подружжя /podrˈuʒʲːɑ/, обличчя /oblˈɪt͡ʃʲːɑ/.

## Позначення
Діакритичні знаки, якими позначають довготу голосних звуків на письмі у мовах світу.
- Макрон (ā) — в греко-римському віршовому розмірі, балто-фінських мовах (латвійській, литовській, жмудській, фінській), мовах тихоокеанського регіону (маорійській, таїтянській, гавайській), сучасних латинських і кириличних алфавітах-транскрипціях незахідних мов (японській, санскриті, арабській, евенкійській, мансійській) тощо.
- Бреве (ă) — у в'єтнамській мові та транскрипціях.
- Апекс або акут (á) — в давньоісландській, ірландській, словацькій, угорській, чеській мовах, а також транскрипціях санскриту й арабської, укладених до ХХ ст.
- Циркумфлекс (â) — у валійській мові, а також старих транскрипціях.
- Гравіс (à) — у шотландській гельській мові.
- Трема (ä) — в аймарській мові.